# Prix Chomedey-de-Maisonneuve
Pour les articles homonymes, voir Maisonneuve.
Le prix est remis occasionnellement à une personnalité dont les réalisations contribuent au rayonnement de Montréal.

## Lauréates et lauréats du prix
- 1983 - Cardinal Paul-Émile Léger
- 1984 - Pierre Péladeau
- 1985 - Bernard Lamarre
- 1986 - Camille Laurin
- 1987 - Lorraine Pagé
- 1988 - Louise Roy
- 1989 - Guy Boulizon
- 1989 - Jeannette Boulizon
- 1990 - Claude Béland
- 1991 - Phyllis Lambert
- 1992 - Pierre Laurin